# Le Tumulte d'Amboise (téléfilm)
Pour plus de détails, voir Fiche technique et Distribution.
Le Tumulte d'Amboise est un téléfilm réalisé pour la télévision française en 1978 et faisant partie de la série Les Grandes Conjurations, reconstitution historique qui relate les événements de la Conjuration d'Amboise en 1560, durant lesquels les calvinistes tentèrent d'arracher le jeune roi François II à la tutelle des Guise.